# Мегрінська ГЕС
Мегрінська ГЕС — запланована ГЕС на річці Аракс, поблизу міста Мегрі на кордоні Вірменії та Ірану. ГЕС складається з двох частин — на вірменському й іранському берегах прикордонної річки Аракс. ГЕС буде фінансувати іранська сторона, а після здачі в експлуатацію вірменська сторона поверне цю суму у вигляді виробленої електроенергії. Буде впроваджено 323 млн доларів, будівництво продовжиться 5 років, а впроваджена сума буде повернена протягом 15 років. Потужність ГЕС складе 130 МВт, буде вироблятися 800 млн кВт·год електроенергії.
Крім даної ГЕС у Вірменії плануються і розпочато роботи над низкою інших великих ГЕС.